# Ингушский научно-исследовательский институт краеведения
Ингушский научно-исследовательский институт краеведения (ингуш. Гӏалгӏай ӏилм-тохкаме институт, Ghalghaj yilm-toxkame institut; сокр. ИНИИК), — советская научная организация, действовавшая в 1926—1934 годах во Владикавказе (административном центре одновременно Ингушской и Северо-Осетинской автономных областей).

## История
Предшественником ИНИИК был Терский областной музей, созданный во Владикавказе ещё до Октябрьской революции. В 1918 году он перешёл в ведение комиссариата народного просвещения и был переименован в Дом науки и краеведения. В мае 1920 года на базе музея был создан Северо-Кавказский институт краеведения, а музей был переименован в Государственный научный музей Владикавказа (ныне Национальный музей Республики Северная Осетия — Алания).
В 1924 году была создана Ингушская автономная область. 5 декабря 1926 на базе кадров Северо-Кавказского института, располагавшегося в то время в Ростове-на-Дону, был создан Ингушский научно-исследовательский институт краеведения (ИНИИК), расположившийся во Владикавказе, который являлся административным центром одновременно Ингушской и Северо-Осетинской автономных областей. Его открытию способствовал председатель Ингушского литературного общества З. К. Мальсагов.
5 января 1928 года ИНИИК была передана часть фондов музея Северо-Кавказский институт краеведения, называвшегося тогда Ингуше-Осетинским музеем, в результате чего при ИНИИК был создан Ингушский музей краеведения. В то время посещаемость музея составляла до 21 тысячи человек в год. В 1931 году при ИНИИК была открыта трёхгодичная аспирантура. При ИНИИК была собрана коллекция, включавшая к 1938 году 20 тысяч томов.
В 1934 году вследствие объединения Ингушской и Чеченской автономных областей ИНИИК был объединён с Чеченским НИИ в Чечено-Ингушский научно-исследовательский институт истории, языка и литературы (ЧИНИИИЯЛ) и переведён в Грозный. Ингушский музей краеведения первонально остался во Владикавказе и в 1936 году получил статус районного. В 1939 году музей был ликвидирован, а его фонды были переданы в Чечено-Ингушский республиканский краеведческий музей.
Образованный в 1993 году Ингушский научно-исследовательский институт гуманитарных наук считает себя преемником ИНИИК.

## Сотрудники
Первые годы в ИНИИК работали 3 ингушей из 19 сотрудников. Первым директором ИНИИК стал О. С. Ахриев. Заместителем директора ИНИИК и куратором по вопросам экономики являлся Г. К. Мартиросиан, учёным секретарём и куратором по вопросам археологии и литературы — профессор Л. П. Семёнов. С 1930 или 1931 года директором являлся З. К. Мальсагов.
Штатными сотрудниками ИНИИК являлись ботанист В. Ф. Раздорский, зоолог Л. Б. Бёме, географ А. К. Вильямс, художник Х.-Б. Б. Ахриев. Внештатными сотрудниками ИНИИК являлись Б. Алборов, М. Немировский, Т. Беков, А-Г. Гойгов, Л. Ахриев, А.-В. Аушев, О. А. Мальсагов, С. Альдиев, Д. Мальсагов и другие.